# Izba Reprezentantów Arizony
Izba Reprezentantów Arizony (Arizona House of Representatives) – izba niższa parlamentu amerykańskiego stanu Arizona. Składa się z 60 członków wybieranych na dwuletnią kadencję. Wybory są przeprowadzane w 30 dwumandatowych okręgach wyborczych, z zastosowaniem ordynacji większościowej. Prawo stanowe nie pozwala na zasiadanie w Izbie dłużej niż przez cztery kadencje z rzędu (jednak po opuszczeniu jednej, można kandydować na kolejne cztery). Miejscem obrad Izby jest Kapitol Stanowy Arizony w Phoenix.